# Claraz
Claraz es una localidad ubicada en el extremo norte del partido bonaerense de Necochea, Argentina.

## Población
Cuenta con 639 habitantes, lo que representa un descenso del 12,8% frente a los 733 habitantes del censo anterior.
| Gráfica de evolución demográfica de Claraz entre 1991 y 2010 |
|                                                              |
| Fuente: censos nacionales del INDEC                          |

## Toponimia
Su nombre proviene de Jorge Claraz, naturalista suizo y hermano de un miembro del directorio del ferrocarril del sur llamado Juan Claraz.
Las tierras en sus comienzos pertenecían a Narciso M. Ocampo, quien el 5 de mayo de 1909 solicita al gobierno provincial la autorización para la fundación de un pueblo.  El proyecto fue aprobado el 26 de julio del mismo año.

## Educación
Claraz cuenta con tres establecimientos educativos:
Jardín de infantes Nro. 906 Narciso M. Ocampo
Escuela Primaria Nro. 16 José Hernández
Escuela Secundaria Nro. 12

## Salud
Unidad Sanitaria de Claraz